# Jean-Alexandre-Guillaume Leresche
Jean-Alexandre-Guillaume Leresche, auch Jean-Alexandre-Guillaume Lereche (* 3. Dezember 1763 in Lausanne; † 4. Februar 1853 in Lutry), war ein Schweizer evangelischer Geistlicher, Hochschullehrer und Politiker.

## Leben

### Familie
Jean-Alexandre-Guillaume Leresche war der Sohn des Pfarrers David-Frédéric-Gabriel Leresche (* 1720; † 1766 in Croisette) und dessen Ehefrau Jeanne Françoise (geb. Failletaz anderer Name Failletar) († 1766); seine Familie besass seit 1742 das Stadtbürgerrecht von Lausanne.
Sein Onkel war der Theologe Jean-Pierre Leresche (* 12. November 1711 in Lausanne; † 17. Februar 1785 ebenda), Hochschullehrer und Rektor der Akademie Lausanne.
Er war seit dem 4. Oktober 1804 mit Louise Françoise Marie, Tochter des Pfarrers David Gilliéron (* 11. September 1737 in Chexbres; † 28. Januar 1820 in Saint-Saphorin), verheiratet; gemeinsam hatten sie acht Kinder.

### Werdegang
Jean-Alexandre-Guillaume Leresche besuchte seit 1776 das Gymnasium in Lausanne und studierte an der Akademie Lausanne Theologie; 1786 wurde er ordiniert.
In der Zeit von 1786 bis 1789 war er als Hauslehrer in Genf und Bern tätig, bevor er von 1789 als Hilfspfarrer in Rolle und von 1794 bis 1797 in Morges wirkte.
Am 18. Dezember 1797 wurde er als Nachfolger von François Louis de Bons ordentlicher Professor für Praktische Theologie an die Theologische Fakultät der Akademie Lausanne berufen und blieb in diesem Lehramt bis 1835, bevor er aus gesundheitlichen seinen Rücktritt einreichte; anschliessend war er bis zu seinem Tod Honorarprofessor. In dieser Zeit war er vom 28. März 1806 bis 1826 Vizepräsident des Akademischen Rates und von 1812 bis 1814 Rektor der Akademie. Er galt seit dem 23. April 1840 als Experte für Exegese- und Hebräischprüfungen.
Sein Nachfolger auf dem Lehrstuhl war Alexandre Vinet.
Von 1835 bis 1845 war er als Pfarrer in Lutry-Belmont tätig; danach wurde er 1847 Alterspräsident der konstituierenden Synode, aus der die Freikirche des Kanton Waadt hervorging und war bis zu seinem Tod in diesem Amt. Gleichzeitig war er auch Pfarrer der Freikirche in Lutry.
Sein Nachlass befindet sich im Archives cantonales vaudoises.

### Politisches und gesellschaftliches Wirken
Jean-Alexandre-Guillaume Leresche war von 1798 bis 1800 Mitglied des Erziehungsrats und von 1800 bis 1806 deren Vizepräsident. Er verfasste für den Erziehungsrat verschiedene Schriften zum Schulwesen im Kanton Léman.
1814 war er Gründungsmitglied der Bibelgesellschaft des Kanton Waadt und von 1829 bis 1837 deren Präsident.
Von 1817 bis 1830 war er Waadtländer Grossrat.
Er übte das Amt des Chefbibliothekars der Waadtländer Kantonsbibliothek (heute Kantons- und Universitätsbibliothek Lausanne) von 1818 bis 1824 aus.
Er war auch Gründungsmitglied des am 24. Januar 1819 gegründeten Cercle littéraire de Lausanne.

## Schriften (Auswahl)
- De l’Election des pasteurs, par un citoyen helvétique. Lausanne: A. Fischer et L. Vincent, 1799.
- Prière pour l’inauguration des écoles de charité de Lausanne. 1827.
- A Messieurs les doyens, pasteurs, et ministres impositionnaires du canton de Vaud. 1831.
- Rapport de la commission nommée en 1834 par la Classe de Lausanne, pour examiner les idées présentées au sujet des bases qui pourraient être adoptées pour l’organisation de l’église nationale du canton de Vaud. Lausanne, 1835.
- Réclamation. Paris, 1852.